# U-1206
Unterseeboot 1206 foi um submarino alemão do Tipo VIIC, pertencente a Kriegsmarine que atuou durante a Segunda Guerra Mundial.

## Comandantes
| Comandante                | Data                                |
| ------------------------- | ----------------------------------- |
| Oblt. Günther Fritze      | 16 de março de 1944 - julho de 1944 |
| Kptlt. Karl-Adolf Schlitt | julho de 1944 - 14 de abril de 1945 |

## Subordinação
Durante o seu tempo de serviço, esteve subordinado às seguintes flotilhas:
| Período                                      | Flotilha                                   |
| -------------------------------------------- | ------------------------------------------ |
| 16 de março de 1944 - 31 de janeiro de 1945  | 8. Unterseebootsflottille (treinamento)    |
| 1 de fevereiro de 1945 - 14 de abril de 1945 | 11. Unterseebootsflottille (serviço ativo) |